# Hipogeus de Biniai Nou
Els hipogeus de Biniai Nou (Maó - Menorca) són un jaciment arqueològic construït durant el Calcolític, la fase més antiga amb presència humana documentada fins ara a Menorca. Aquests dos hipogeus tenen la particularitat de tenir una part, la cambra, excavada a la mateixa roca, i l'accés o corredor construït amb lloses verticals, formant una façana megalítica.
Aquests dos sepulcres, el Monument 1 i el Monument 2, van ser excavats fa uns anys per part d'un equip d'arqueòlegs vinculats al Museu de Menorca i liderats per Lluís Plantalamor i Josep Marquès, fet que va permetre conèixer-ne la cronologia i recuperar part de l'aixovar funerari: recipients ceràmics, punxons, fragments de radiolarita (un tipus de roca que s'utilitzava per fer eines per tallar).
El jaciment arqueològic de Biniai Nou té una importància especial perquè un dels ossos humans que s'hi van trobar es va datar mitjançant la tècnica del carboni-14 i va proporcionar la datació més antiga de la prehistòria de Menorca (2290-2030 aC).

## Monument 1
El monument 1 té la façana lleugerament còncava amb la porta situada al centre. Aquesta porta comunica amb un corredor amb doble llosa superior. La cambra té la planta oval i una espècie de banc al lateral esquerre.
A uns 50 m d'aquest monument hi ha una "capada de moro" o cavitat oberta a la roca.

## Monument 2
El monument 2 també té la façana lleugerament còncava amb porta central que comunica amb un corredor molt baix. La cambra, en aquest cas, és circular i està deteriorada pel despreniment de part del sostre, que es va restaurar després de l'excavació arqueològica. L'excavació va permetre concretar que s'hi van enterrar 81 individus en enterraments primaris i que quan es va produir l'ensorrament estava en ple ús.

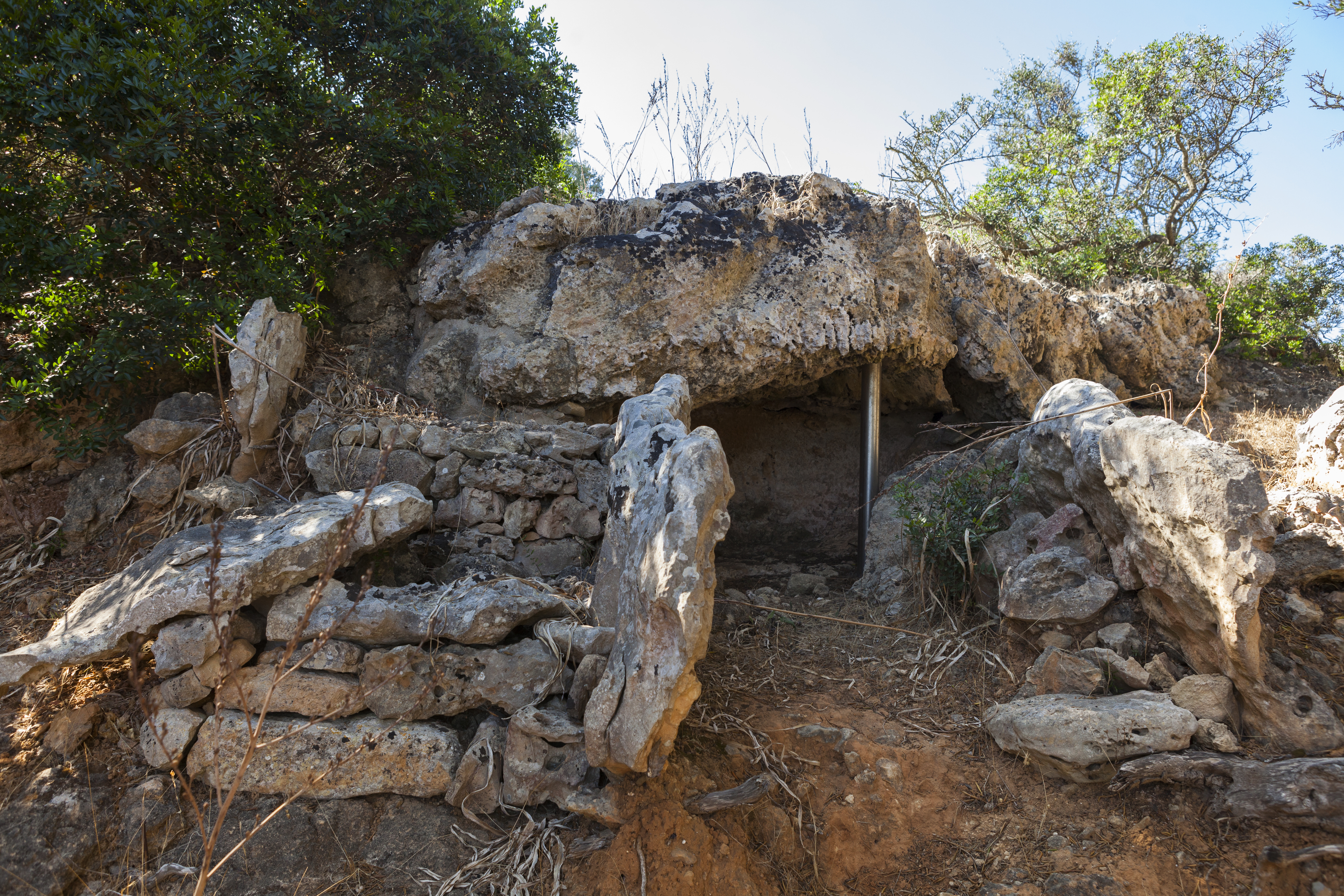
Hipogeu 2 a Biniai Nou

Tot i que Biniai ha proporcionat les evidències més antigues de presència humana (entre el 2300 i el 2000 aC) no podem assegurar que els primers colons no arribessin un poc abans. En qualsevol cas, tot sembla apuntar a que els primers humans que es van instal·lar a Menorca de forma permanent eren ja agricultors i ramaders. Aquesta gent hauria portat, dins les embarcacions amb les que va arribar a l'illa, les espècies que després criarien aquí: cabres, ovelles, porcs i vaques. Les tradicions funeràries d'aquests primers humans que arriben a Menorca inclouen la construcció de sepulcres col·lectius amb grans lloses de pedra, coneguts com a dòlmens o sepulcres megalítics. En alguns casos es tracta de sepulcres totalment construïts, com el dolmen de Ses Roques Llises. En altres casos, com Biniai Nou, la cambra està excavada a la roca, i només l'entrada està construïda amb tècnica megalítica.

## L'aixovar
A l'interior dels hipogeus hi aparegué un bon nombre de part de l'aixovar funerari amb el qual foren enterrats els individus. Els objectes més representats dins els sepulcres són els gots ceràmics típics de l'edat del bronze menorquí així com els punxons. Altres elements que aparegueren fou indústria líthica utilitzant materials com la radiolarita.

## Període cronològic
- Calcolític

- [Edat del bronze]